# SG Augsburg 1873
SG Augsburg 1873, pełna nazwa Schachgesellschaft Augsburg 1873 – niemiecki klub szachowy z siedzibą w Augsburgu, mistrz III Rzeszy w 1943 roku.

## Historia
Klub został założony 7 maja 1873 roku jako SK Augsburg 1873 (Schachklub Augsburg 1873). W latach 90. XIX wieku klub zyskał na znaczeniu, m.in. dzięki kontaktom prezesa Richarda Buza zapraszano znanych szachistów. Po dojściu Hitlera do władzy klub był zmuszony wydalić żydowskich członków, a w 1939 roku przyjąć narzucony przez nazistów statut. W 1943 roku podczas rozgrywek w Bad Oeynhausen klub zdobył tytuł mistrza kraju. W 1944 roku, po straceniu wskutek bombardowania Augsburga swojej siedziby – hotelu Kaiserhof – klub zaprzestał działalności, wznawiając ją jesienią 1945 roku. W latach 50. klub stracił na znaczeniu. W 1975 roku zespół awansował do 2. Bundesligi. W 1986 roku nastąpiło połączenie SK Augsburg 1873 z Königsspringer Oberhausen i zmiana nazwy na SG Augsburg 1873. W 1997 roku drużyna kobieca zadebiutowała w Bundeslidze. Zespół zajął wówczas ostatnie miejsce w lidze.